# Юдин (хутор)
Юдин — хутор в Милютинском районе Ростовской области.
Входит в состав Милютинского сельского поселения.

## География

### Улицы
| - ул. Береговая, - ул. Волжская, - ул. Грачевка, - ул. Заречная, - ул. Индустриальная, - ул. Ломоносова, - ул. Народная, - ул. Прорва, - ул. Черемушки, - ул. Юдинская, | - пер. Березовый, - пер. Вербный, - пер. Ветровой, - пер. Гоголя, - пер. Карьерный, - пер. Колбасный, - пер. Космонавтов, - пер. Круговой 1-й, - пер. Круговой 2-й, - пер. Круговой 3-й, | - пер. Лермонтова, - пер. Мостовой, - пер. Оборонный, - пер. Торговый 1-й, - пер. Торговый 2-й, - пер. Торговый 3-й, - пер. Торговый 4-й, - пер. Тырсовый, - пер. Хуторской. |

## Население
| 2010 |
| ---- |
| 1235 |

## Достопримечательности
Территория Ростовской области была заселена еще в эпоху неолита. Люди, которые жили на древних стоянках и поселениях у рек, занимались в основном собирательством и рыболовством. Степь для скотоводов всех времён была бескрайним пастбищем для домашнего рогатого скота. От тех времен осталось множество курганов с захоронениями  жителей этих мест. Курганы и курганные группы находятся на государственной охране.
Поблизости от территории хутора Юдина Милютинского района расположено несколько достопримечательностей – памятников археологии. Они охраняются в соответствии с Федеральным законом от 25.06.2002 N 73-ФЗ "Об объектах культурного наследия (памятниках истории и культуры) народов Российской Федерации", Областным законом от 22.10.2004 N 178-ЗС "Об объектах культурного наследия (памятниках истории и культуры) в Ростовской области", Постановлением Главы администрации РО от 21.02.97 N 51 о принятии на государственную охрану памятников истории и культуры Ростовской области и мерах по их охране и др. 
- Курганная группа "Базной" из трех 3 курганов. Находится на расстоянии около 6,5 км к северу от хутора  Юдина.
- Курганная группа "Юдин" (3 кургана). Находится на расстоянии около 1,0 км к северу от хутора  Юдина.
- Курганная группа "Вишневый" (4 кургана). Находится на расстоянии около 0,5 км к северо-востоку от хутора  Юдина[3].